# The Chronicles of Riddick
The Chronicles of Riddick è un film del 2004, scritto e diretto da David Twohy, sequel di Pitch Black (2000). Nel 2013 ne è stato girato un seguito intitolato Riddick.

## Trama
(Aereon all'inizio del film.)
Il fuggitivo Richard B. Riddick viene scoperto nel suo nascondiglio sull'inospitale pianeta disabitato UV VI da una banda di merc guidata da Toombs. Liberatosi senza sforzo di quei pochi avversari, sottrae loro l'astronave e si dirige verso il pianeta Helion Primo, dove è stata messa la ricca taglia sulla sua testa e dove, a New Mecca, vive l'Imam, l'unico a conoscenza del suo luogo di volontario esilio, dal quale mai si sarebbe aspettato di essere tradito.
Arrivato a destinazione, dopo un viaggio durante il quale, nel criosonno, ha avuto delle fugaci visioni del suo dimenticato passato, si presenta in cerca di spiegazioni dall'Imam, che gli fa incontrare la persona a cui ha rivelato dove cercarlo, perché c'era disperato bisogno di lui: la saggia Aereon, inviata della razza degli Elementali, gli rivela che lui è forse l'ultimo sopravvissuto della razza dei furyani, sterminati trent'anni prima, e secondo una profezia sarà proprio un guerriero furyano a salvare l'umanità, fermando il male dilagante e riportando l'equilibrio nell'universo. E ormai il male è prossimo, rappresentato da un'armata di guerrieri chiamati Necromonger, guidati dal malvagio Lord Marshal, che attraversano lo spazio, sottomettendo ogni pianeta che trovano sulla loro strada, diretti verso l'Oltreverso, una sorta di oscuro universo parallelo al di là del normale piano di esistenza.
Quella stessa notte, i Necromonger invadono Helion Primo, distruggendone senza difficoltà ogni difesa. Quando l'Imam viene ucciso nel tentativo di proteggere la propria famiglia, Riddick lo vendica uccidendo a sua volta il Necromonger responsabile della sua morte, proprio sotto gli occhi del Lord Marshal, che sta offrendo in quel momento agli sconfitti la scelta tra "convertirsi", unendosi ai conquistatori, ed essere uccisi. Colpito dalle eccezionali capacità di combattimento di Riddick e interessato a scoprire chi sia in realtà, Lord Marshal lo fa catturare e portare sulla propria nave ammiraglia, dove lo sottopone ad un'indagine mentale da parte degli psichici Quasi-Morti, che ne rivelano l'identità furyana.
Lord Marshal, a conoscenza della profezia sulla propria sconfitta, ordina l'immediata uccisione di Riddick, che riesce però a fuggire, giusto per cadere nelle mani di Toombs e della sua nuova banda, da cui si lascia catturare senza opposizione, perché i merc gli sono necessari non solo per lasciare subito Helion Primo, ma anche per essere portato alla prigione del pianeta Crematoria dove, secondo l'Imam, è rinchiusa "Jack", la ragazza sopravvissuta insieme a loro due agli eventi narrati in Pitch Black. Al suo inseguimento viene mandata una compagnia di Necromonger guidati da Lord Vaako, la cui ambiziosa Lady, incuriosita dal fatto che Lord Marshal dia così importanza ad un singolo uomo, interroga Aereon, venendo a conoscenza della profezia e pensando a come sfruttarla ai propri fini.
Nella prigione di Crematoria, costruita sotto la superficie, inabitabile per l'estrema escursione termica (dai +702 °F (372 °C) della parte illuminata ai -295 °F (-182 °C) della parte non esposta al sole), mentre Toombs e i carcerieri discutono lungamente della taglia, Riddick reincontra "Jack", che adesso si fa chiamare Kyra, che lo accusa di averla abbandonata quando aveva più bisogno di lui, spingendola a rivolgersi a dei mercenari per imparare a combattere, finendo per essere venduta come schiava e diventando poi un'assassina. Riddick le spiega però di aver tentato solo di proteggerla, allontanandosi da lei.
Quando i carcerieri si rendono conto che i merc hanno involontariamente condotto a Crematoria i Necromonger, forse condannando a morte tutti loro, scoppia una sparatoria fra i due gruppi, che Riddick sfrutta per dare inizio all'evasione. Mentre i carcerieri si avviano rapidamente verso l'hangar delle astronavi attraverso i trenta chilometri del tunnel sotterraneo, minandolo per renderlo inutilizzabile da altri, Riddick, dopo aver rinchiuso in cella Toombs, guida Kyra e alcuni compagni di fuga in una disperata corsa contro il tempo, sfidando le proibitive condizioni ambientali della superficie. Sia le guardie che gli evasi giungono all'hangar solo per scoprire che i Necromonger sono già lì.
Al termine di una furiosa battaglia, Vaako se ne va convinto che Riddick sia morto, portando con sé Kyra. Ma Riddick è sopravvissuto, anche grazie all'aiuto di uno dei Necromonger, il Purificatore, rimasto accanto a lui, e che dapprima gli riferisce l'offerta di Lord Marshal di lasciarlo in vita purché le loro strade non si incrocino nuovamente, invitandolo poi però ad approfittare del fatto che Vaako riferirà certo di averlo ucciso per attaccare di sorpresa Lord Marshal, con la guardia abbassata. Dopo aver rivelato di essere anche lui un furyano, si incammina verso la morte nel fuoco incandescente, per espiare la colpa di aver ceduto al culto Necromonger.
Tornato su Helion Primo, dove Lord Marshal sta per ordinare il Protocollo Finale (che distruggerà ogni forma di vita del pianeta), Riddick penetra nell'astronave ammiraglia per salvare Kyra. Malgrado il travestimento da Necromonger viene riconosciuto da Lady Vaako, che però non ne denuncia la presenza, sperando che riesca almeno a ferire in combattimento Lord Marshal, permettendo così a Lord Vaako di sconfiggerlo e prenderne il posto alla guida dell'armata. Dopo aver scoperto di avere perso anche Kyra, ormai convertita, ingaggia la battaglia finale con Lord Marshal, malgrado questi sia dotato di poteri superiori tali da non poter essere sconfitto.
Il capo dei Necromonger sta per dare il colpo di grazia al furyano, quando viene inaspettatamente attaccato alle spalle e gravemente ferito da Kyra, la cui vera personalità ha resistito al condizionamento. Dopo aver scaraventato via la ragazza, che finisce trafitta su uno spuntone di metallo, subisce un altrettanto inaspettato attacco a tradimento da parte di Lord Vaako, al cui colpo micidiale riesce a sfuggire all'ultimo istante, solo per ritrovarsi però vulnerabile di fronte a Riddick, che lo pugnala in fronte, uccidendolo.
Dopo aver visto morire tra le proprie braccia Kyra, Riddick, accasciato sul trono di Lord Marshal, osserva i Necromongers inchinarsi di fronte a lui per rendergli omaggio e capisce di essere diventato, secondo il loro spietato credo di morte («Ciò che uccidi rimane a te»), il nuovo capo.

## Accoglienza

### Incassi
La pellicola è stata distribuita in 2757 cinema con un incasso nel weekend di apertura di 24289165 $.
A fine corsa il film ha incassato globalmente 115900534 $, a fronte di un budget di $ 105 milioni.

### Critica
Sull’aggregatore di recensioni Rotten Tomatoes il film ha un indice di gradimento del 28% basato su 166 recensioni con una valutazione media di 4,7 su 10. Su Metacritic il film ha ottenuto un punteggio di 38 su 100 basato su 34 critiche indicando "recensioni generalmente sfavorevoli".

## Riconoscimenti
- 2004 - Razzie Awards
  - Candidatura come peggior attore per Vin Diesel.